# 阿方索四世·埃斯特
阿方索四世·埃斯特（義大利語：Alfonso IV d'Este，1634年10月14日—1662年7月16日），摩德納公爵，1658年至1662年在位。

## 家庭
1655年，阿方索和蘿拉·馬蒂諾齊結婚，兩人共有1子1女：
1. 瑪麗亞（1658年—1718年），英格蘭王后
2. 法蘭西斯科（1660年—1694年），摩德納公爵